# 고조선-연 전쟁
고조선-연 전쟁(古朝鮮-燕 戰爭)은 기원전 4세기 후반, 연나라가 고조선을 침공한 사건이다. 군사 작전은 진개가 주도했으며 침공은 당시 고조선의 영토였던 랴오둥 지역이었다.
연나라가 진나라에 멸망하자 망명자가 동북 지방과 조선에 유입됐다. 진 시황제가 중국을 통일할 때 기원전 226년에 연나라의 도읍을 함락, 도망하는 연왕을 추적해서 요동으로 나아가 5년째에는 포로로 했다. 이 때 다수의 연나라 유민들이 한반도에 난을 피해 들어왔다는 것은 의심할 여지가 없다.
진나라 말년부터 전한 초기에 걸쳐서도 전란을 피해서 대량의 난민이 조선으로 이동했다. 진나라가 망하고 초한전쟁이 시작되자 유입은 더욱더 많아져 위만조선을 건국한 위만이 연나라에서 망명와서 조선의 왕이 된 것은 이러한 기반이 있었기 때문이다.

## 같이 보기
- 고조선-한 전쟁